# بایدو یی
بایدو یی ( چینی: 百度•易平台; پین‌یین: Bǎidù-Yì píngtái; به معنای «پلت فرم بایدو یی» , یی به معنای «تبادل» یا «آسان»)، همچنین به عنوان "Baidu Yun" شناخته می‌شود، یک سیستم عامل برای دستگاه‌های تلفن همراه بود  تا زمانی که بایدو آن را به حالت تعلیق درآورد.  این برنامه مبتنی بر اندروید گوگل است اما انشعابی از Baidu اپراتور موتور جستجو غالب در چین است. در تاریخ 2 سپتامبر 2011 در کنفرانس نوآوری فناوری Baidu 2011 در پکن معرفی شد. 

## زمینه
در «کنفرانس نوآوری فناوری بایدو 2011»، بایدو اولین پلت فرم نرم‌افزار پایانه‌ی تلفن همراه خود، بایدو یی را راه اندازی کرد. این پلت فرم جستجو هوشمند بایدو، سرویس ابری و برنامه های مختلف بایدو را یکپارچه سازی کرده است. از طریق همکاری با محصولات پایانه، اپراتورها، ارائه دهندگان خدمات اینترنت تلفن همراه و سایر شبکه های بالادستی و پایین دستی صنعت، تجربه اینترنت موبایل راحت، فراوان و شخصی را برای کاربران فراهم می کند. بایدو یی مخصوصاً برای تلفن های هوشمند داخلی چینی توسعه داده شد که بر روی اندروید ساخته شده اما بسیاری از نرم‌افزارهای اصلی گوگل را با گزینه های خود شبکه جایگزین کرد. در آن Ting Music ،
Baidu Maps به جای Google Maps و خواننده الکترونیکی Baidu Yue وجود دارد و جستجوی Google حذف شده و با Baidu Search جایگزین شده است.  در مارس 2015 بایدو رسماً اظهار داشت که بایدو یون به حالت تعلیق درآمده است 

## امکانات
دارای برنامه های Baidu می باشد که جایگزین برنامه های گوگل برای بسیاری از عملکرد های اصلی ، مانند موتور جستجو، پیام رسان فوری ، کتابخوان الکترونیکی و app store است.  انتظار می رود که بایدو 180 گیگابایت فضای ذخیره سازی ابری را برای کاربران فراهم کند. 

## عملکرد ها

### جستجوی SmartBox
- جستجوی سریع: چندین ثانیه پس از راه‌اندازی ، جستجو را فعال کنید تا کاربران در مدت زمان کوتاه به سمت محتوای مورد نظر هدایت شوند.
- جستجوی صوتی: هنگام صحبت کردن جستجو را فعال کنید.
- جستجوی انتقال: جستجو را هنگام خواندن محتوا فعال کنید.
- تجزیه و تحلیل معنایی هوشمند: نیازهای کاربران را به طور دقیق شناسایی کنید.
- داده ی محلی+ابری: نتایج جستجو را دقیقاً نشان دهید.

### خدمات ابری
- در ابتدا 180 گیگابایت فضای ذخیره سازی: قابل ارتقا به فضای ذخیره‌سازی نامحدود.
- پشتیبانی از همگام سازی و پشتیبان گیری داده های محلی: پشتیبانی هماهنگ سازی اسناد ، تصاویر ، موسیقی ، فیلم های محلی و مخاطبان و پشتیبانی زمان بندی برنامه.

### عملکرد های محلی
- شماره گیری هوشمند (چینی: 智能拨号 ): شماره گیری‌ها نمایه سازی با نام یا شماره تلفن را امکان پذیر می کند.
- نمایش آدرس تماس گیرنده (چینی: 来电归属地查询 ): روی همه تماس های ورودی و خروجی کار می کند.
- نظارت بر داده (چینی: 流量监控 ): دقیقاً بر تجزیه و تحلیل داده هر برنامه و هشدار محدودیت داده.
- آزار و اذیت تلفنی (چینی: 来电反骚扰): جلوگیری از آزار و اذیت تلفنی کاربران.
- پیامک تبریک ( چینی: 祝福短信 ): انواع پیامک های تبریکی برای اعیاد و تعطیلات مختلف که به کاربران امکان انتخاب می دهد.
- عملکرد بد ضد شارژ (چینی: 反恶意吸费 ): کمک به شناسایی و یادآوری عملکرد بد شارژ .
- حساب واحد ( چینی: 统一账号 ): فقط یکبار وارد سیستم شوید.
- Yi Store ( چینی: 易商店 ): برنامه های متنوعی که نیازهای سرگرمی ، مطالعه ، کار و زندگی روزمره کاربران را برآورده می کنند.

### برنامه های بایدو
- Ting Music(چینی: 易Ting)
- Maps(چینی: 地图)
- خواننده الکترونیکی Yue (چینی: 易阅; پین‌یین: Yì Yuè; به معنای «خواندن آسان»، 阅 کلمه Yue به معنای «خواندن»)
- What's Near(چینی: 身边; پین‌یین: Shēn Biān; به معنای «در کنار کسی»)

## دستگاهها
در 6 سپتامبر 2011 ، گزارش شد که Dell در حال تولید تلفن‌های جدیدی بود که برنامه‌ریزی شده بودند تا Yi را برای فروش در بازار چین اجرا کنند ؛ بایدو همچنین گفت که با سایر شرکت های گمنام از جمله سازندگان سخت افزار برای پشتیبانی از پلتفرم Yi همکاری می کرد. 
در 20 دسامبر 2011 ، دل اولین مدل تلفن بایدو یی خود را معرفی کرد: Dell Streak 101DL.  این یک گوشی هوشمند صفحه لمسی برای بازار چین است که پلت فرم Baidu-Yi را روی سیستم عامل اندروید اجرا می کند  و در شبکه Unicom چین موجود است. 